# Damochlora millepunctata
Damochlora millepunctata é uma espécie de gastrópode  da família Camaenidae.
É endémica da Austrália.